# Jaderný fúzní reaktor
Jaderný fúzní reaktor využívá jadernou fúzi lehkých atomových jader jako zdroj tepelného toku. Fúzní reaktory musí obsahovat palivo o extrémně vysokých teplotách (desítky až stovky miliónů Kelvinů), aby slučující se jádra překonala odpudivé elektrostatické síly tzn. aby překonala Coulombovskou bariéru. Při tak vysokých teplotách se všechny známé látky nacházejí ve stavu plazmatu. Naproti tomu reaktory v současných jaderných elektrárnách fungují na principu štěpení těžkých jader.

## Udržení plazmatu v reaktoru
Z Lawsonova kritéria plyne, že jsou dva teoreticky možné způsoby udržení plazmatu ve fúzních energetických zařízeních. Může se udržovat vysoká hustota slučovaných jader za krátký čas, nebo nižší hustota jader po delší čas. V prvním případě hovoříme o inerciálním udržení plazmatu a v druhém případě je řeč o magnetickém udržení, popřípadě o udržení elektrostatickém. Základní koncepty udržení plazmatu v reaktorech tedy jsou:
- Magnetické udržení
- Inerciální udržení
- Elektrostatické udržení

### Koncept magnetického udržení
Plazma má navenek nulový elektrický náboj, ale skládá se z ionizovaného plynu. To znamená, že na kladné ionty a záporné elektrony lze působit magnetickým polem a spoutat jím plazma na delší dobu. Mezi nejrozšířenější experimentální fúzní reaktory patří tokamaky a stelarátory. Další méně běžná magnetická zařízení jsou z-pinče a magnetická zrcadla.

#### Tokamaky

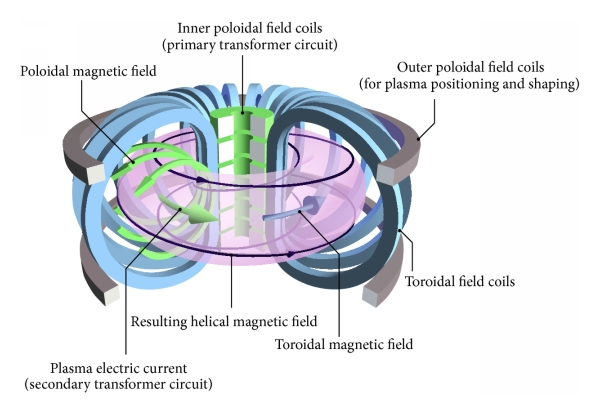
Schéma tokamaku. Plazma (růžová) v komoře reaktoru je udržena helikálním magnetickém polem (Resulting helical magnetic field), které je součtem toroidálního magnetického pole (toroidal magnetic field) a poloidálního magnetického pole (poloidal magnetic field). Toroidální pole generují toroidální cívky (modrá). Poloidální pole je indukováno proudem v plazmatu. Proud je zase indukován centrálním solenoidem (inner poloidal field coils).

Tokamaky jsou nejrozšířenější experimentální fúzní reaktory. Pravděpodobně na jejich principu bude fungovat první experimentální fúzní elektrárna zvaná DEMO. Pro tokamaky je charakteristická toroidální komora, navinutá na transformátorovém jádru (centrální solenoid), ve které je umístěno palivo. Centrální solenoid indukuje proud v plazmatu. Proud v plazmatu zase generuje poloidální magnetické pole. Cívky toroidálního magnetického pole generují silné toroidální magnetického pole. Výsledným součtem obou polí vznikne pole helikální (tvar šroubovice), které udržuje plazma v komoře. Výhodou tokamaků je možnost ohřevu plazmatu pomocí indukovaného proudu a poměrně jednoduchá (jednodušší než u stelarátorů) konstrukce. Nevýhoda spočívá v nutnosti provozovat zařízení v pulzním režimu, jelikož proud v plazmatu se může indukovat pouze se změnou magnetického indukčního toku, který je generován centrálním solenoidem. Již se pracuje také na vývoji zařízení pro neinduktivní generování elektrického proudu v plazmatu. V budoucnu by se tedy tokamaky mohly provozovat kontinuálně. Nyní je ve výstavbě experimentální zařízení ITER, který má být zatím bezkonkurenčně největším tokamakem na světě a také první fúzní zařízení schopno vyprodukovat více energie, než spotřebuje na svůj provoz. Zkušenosti z ITER mají vést k první fúzní elektrárně DEMO. K 1/2022 bylo v provozu 55 tokamaků.

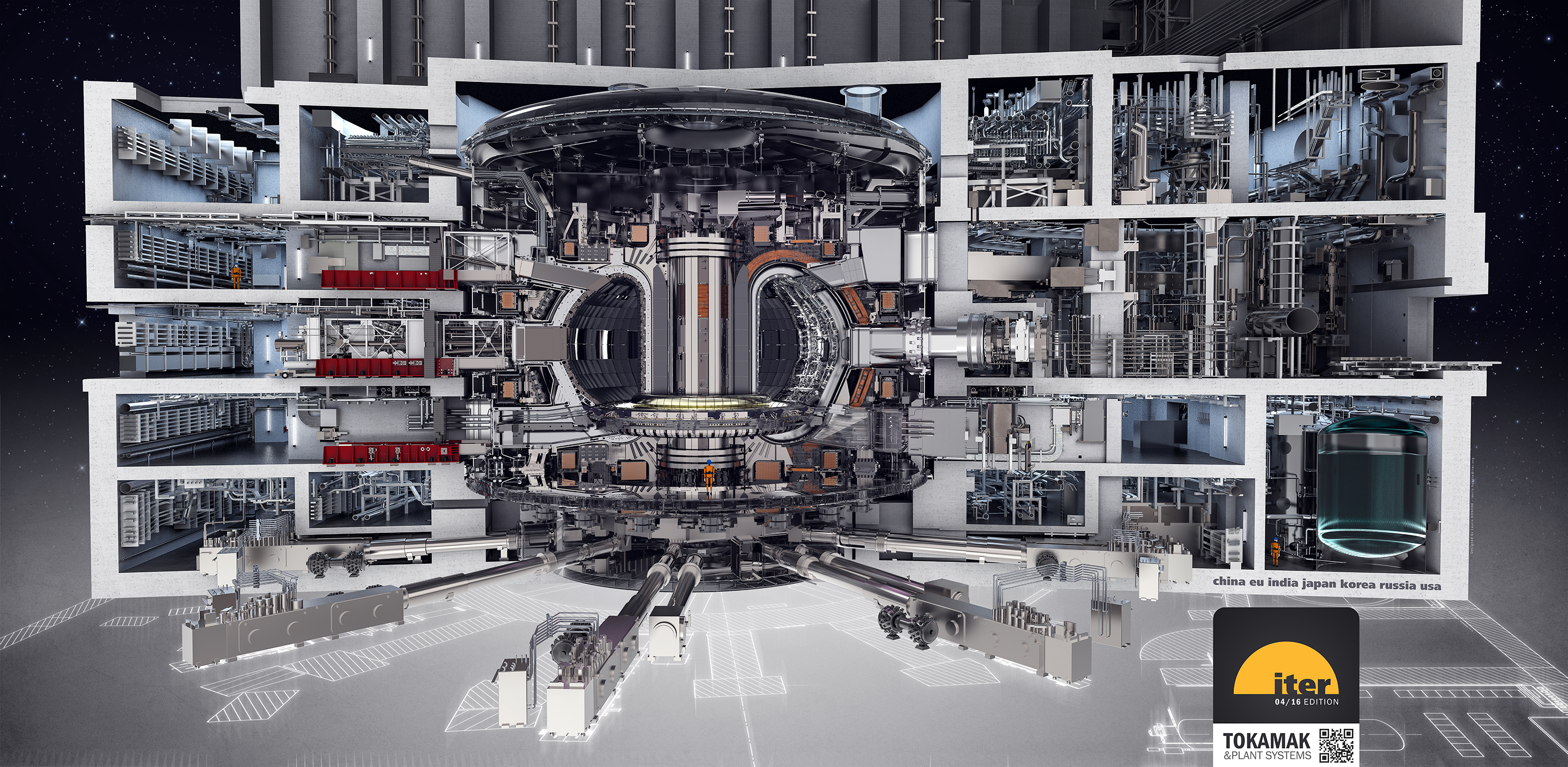
Průřez aktuálně budovaným tokamakem ITER ve Francii

| Název         | Rok zahájení provozu | Místo provozu      |
| ------------- | -------------------- | ------------------ |
| T-10          | 1977                 | Rusko              |
| JET           | 1983                 | Spojené království |
| COMPASS       | 1989                 | Česká republika    |
| ASDEX upgrade | 1991                 | Německo            |
| EAST          | 2006                 | Čína               |
| KSTAR         | 2008                 | Jižní Korea        |
| JT-60SA       | 2010                 | Japonsko           |
| SST-1         | 2012                 | Indie              |
| WEST          | 2016                 | Francie            |
| ST40          | 2018                 | Spojené království |

#### Stelarátory

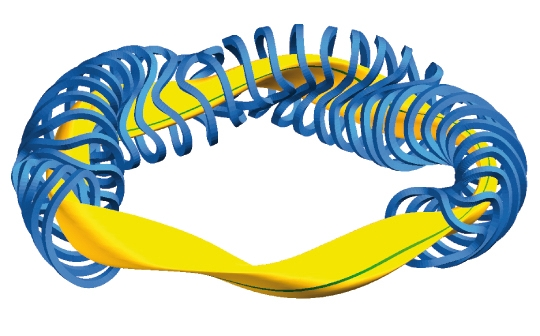
Palivo v komoře stelarátoru (žlutá barva) je tvarováno magnetickými cívkami se složitou geometrií (modrá barva).

Stelarátory mají stejně jako tokamaky umístěné palivo v prstencové komoře. Poloidální magnetické pole ale není vytvářeno indukovaným proudem přímo v plazmatu, nýbrž cívkami s výrazně složitější geometrií. Toto řešení umožňuje lépe reagovat na nestability plazmatu. Na druhou stranu neumožňuje ohřev plazmatu indukovaným proudem. Také konstrukce stelarátoru je výrazně složitější než u tokamaků. Prvním stelarátorem byl Model A, který začal operovat v roce 1953. Největším experimentálním reaktorem fungujícím na principu stelarátoru je Wendelstein 7-X v Greifswaldu v Německu. Tento reaktor byl dostavěn v roce 2015. K 1/2022 bylo v provozu 11 stelarátorů.

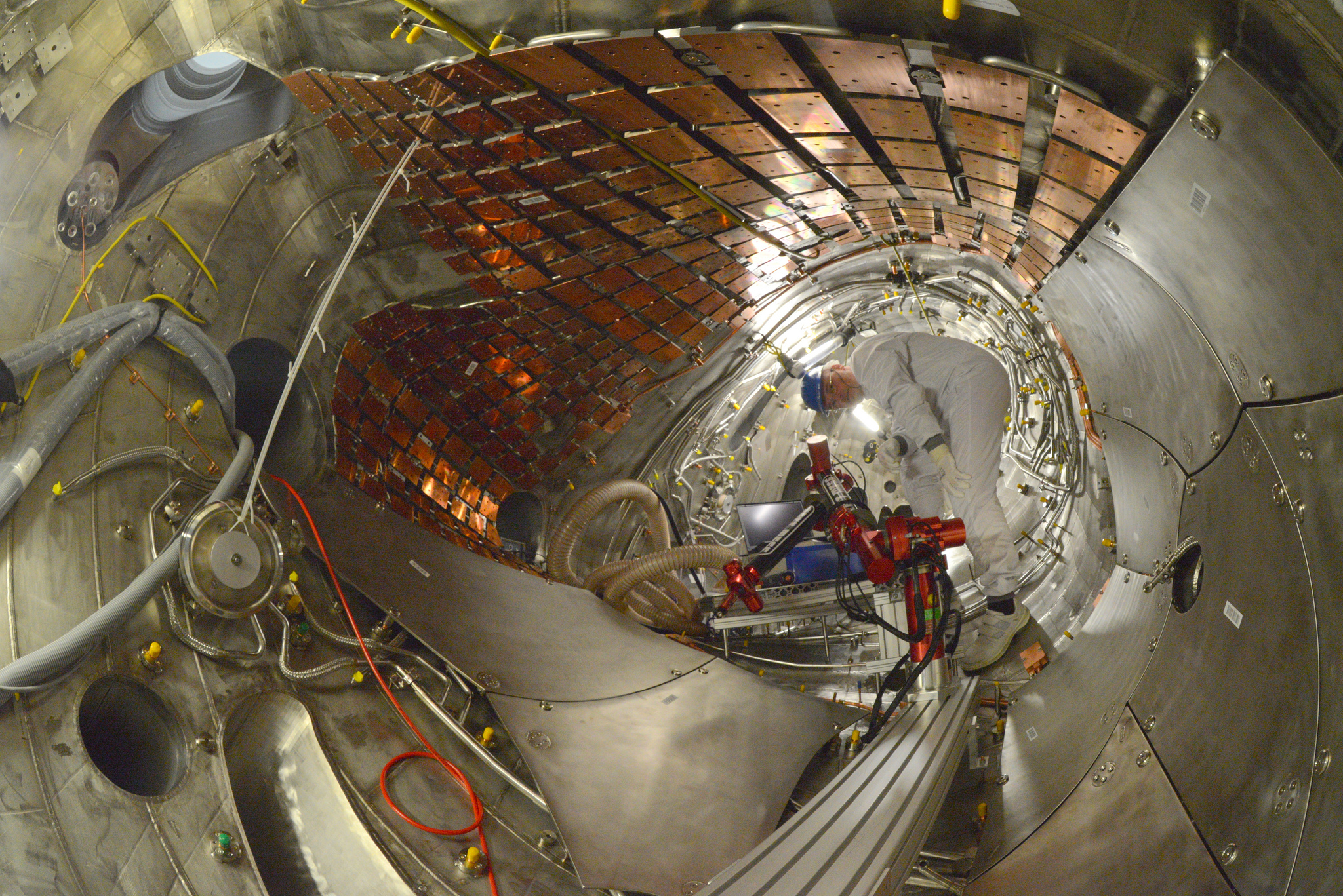
Komora stelarátoru W7-X.

| Název                | Rok zahájení provozu | místo provozu |
| -------------------- | -------------------- | ------------- |
| URAGAN-3M            | 1982                 | Ukrajina      |
| TJ-II                | 1992                 | Španělsko     |
| Large Helical Device | 1998                 | Japonsko      |
| TJ-K                 | 1999                 | Německo       |
| HSX                  | 1999                 | USA           |
| Heliotron J          | 2000                 | Japonsko      |
| CTH                  | 2005                 | USA           |
| URAGAN-2M            | 2006                 | Ukrajina      |
| HIDRA                | 2014                 | USA           |
| Wendelstein 7-X      | 2016                 | Německo       |
| SCR-1                | 2016                 | Kostarika     |

#### Další méně běžná magnetická zařízení
V počátcích fúzního výzkumu byla konstruována zařízení jako Z-pinče, sféromaky, pinče s reverzními magnetickými poli, magnetická zrcadla, levitující dipóly, či koncepty s reverzním polem. Tokamaky a stelarátory jsou však nejrozšířenější a pro potenciální fúzní elektrárnu nejvýhodnější reaktory.

### Koncept inerciálního udržení

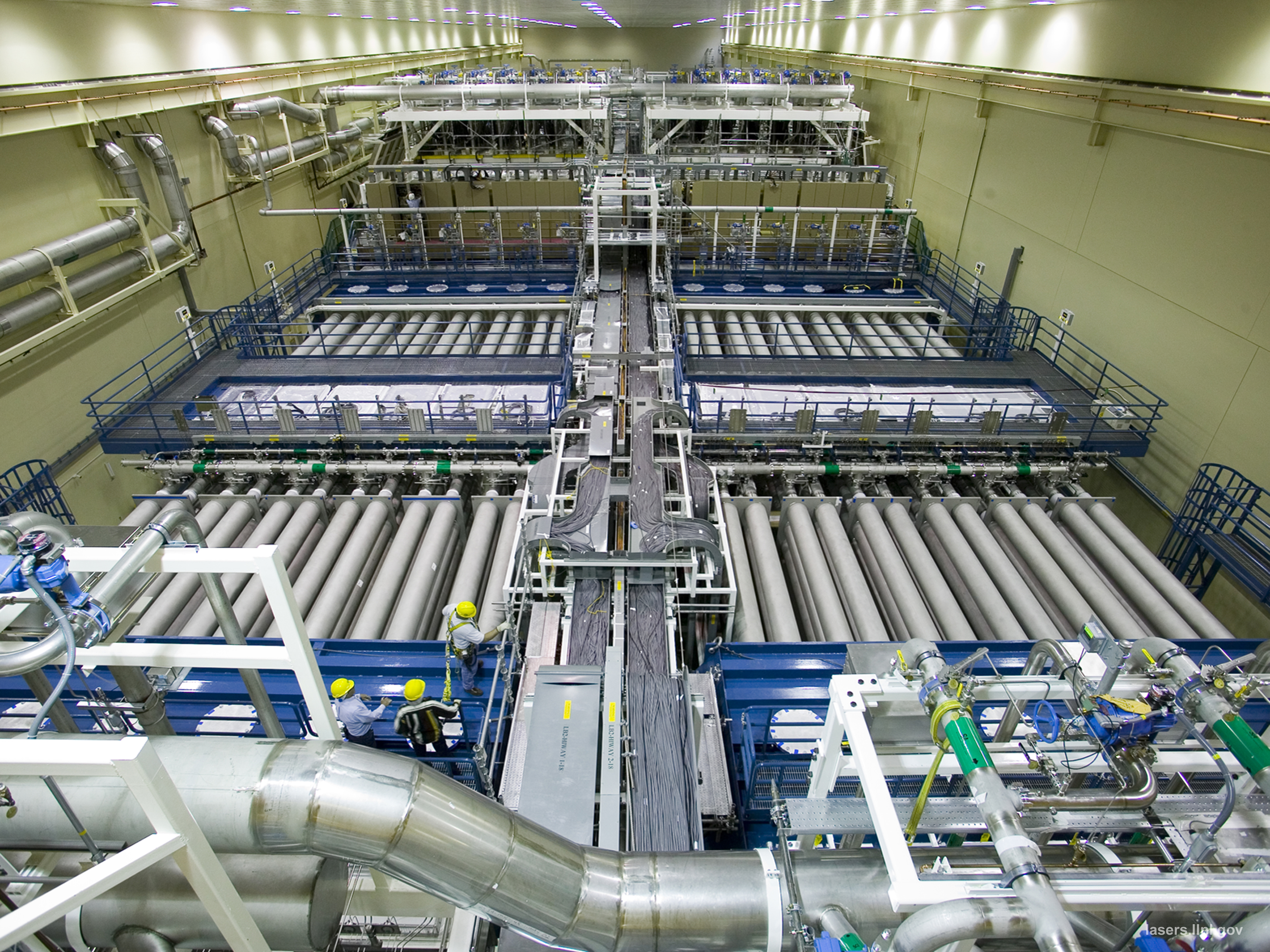
Laserové svazky zařízení NIF

Pokud je kulička (terčík) skládající se z lehkých jader (např. z DT směsi) stlačena na vysoký tlak, tak se také výrazně zvýší její teplota. Ve chvíli, kdy je hustota terčíku dostatečně vysoká, začnou se ve středu koule jádra slučovat. Tento proces následně postupuje směrem k povrchu. Rozpadu paliva před proběhnutím fúzní reakce brání jeho vlastní setrvačnost, neboli inercie. Jelikož je v tomto případě hustota slučovaných jader velmi vysoká, stačí podmínky pro jadernou fúzi udržovat jen velmi krátký časový okamžik. V principu se tedy jedná o vybuchování malých (jednotky gramů) vodíkových bomb. Terčík se stlačuje pomocí výkonných neodymových laserů vyzařující infračervené světlo. Například fúzní experimentální zařízení NOVA disponovalo lasery o výkonu až 100 000 GW. Výboj trval miliardtinu sekundy. Využití principu inerciálního udržení ve fúzních energetických zařízeních brání především nízká účinnost výkonných laserů (cca 1 %). Dalším problémem je nutnost rovnoměrného ozařování terčíku pro dosažení začátku reakce uprostřed kuličky. K 1/2022 bylo v provozu 6 experimentálních inerciálních fúzních zařízení.
| Název       | Místo provozu      |
| ----------- | ------------------ |
| First light | Spojené království |
| GEKKO-XII   | Japonsko           |
| LFEX        | Japonsko           |
| NIF         | USA                |
| OMEGA       | USA                |
| LMJ         | Francie            |

### Koncept elektrostatického udržení
Při elektrostatickém udržení se využívá skutečnosti, že lze na ionty a elektrony v plazmatu působit elektrickým polem. Elektrostatické fúzní zařízení se zpravidla skládá z vakuové komory, do které se umístí palivo, z vnější anody a z vnitřní katody. Elektrony jsou přitahovány anodou k vnějšímu okraji zařízení, zatímco kladně nabité ionty putují do středu nádoby s katodou a zároveň jsou urychlovány silným elektrostatickým polem. Ve středu nádoby se tedy mohou dvě jádra srazit (pokud nedojde ke kolizi s katodou) a může zde proběhnout fúzní reakce.
Fúzor je jedním z nejjednodušších a nejrozšířenějších elektrostatických fúzních zařízeních. Skládá se z vakuové komory, z kladně nabité kulovité vnější klece a ze záporně nabité kulovité vnitřní klece. Ionty jsou urychleny elektrostatickým polem k vnitřní mřížce. Pokud se s ní nesrazí, proletí dál. Uvnitř klícky se jádra ještě pohybují díky vlastní setrvačnosti a mohou zde kolidovat, což je nutný předpoklad pro fúzní reakci.
Elektrostatická fúzní zařízení jsou populární mezi amatéry, jelikož je poměrně snadné je sestrojit. Není ale možné jejich využití v energetice kvůli nízké efektivitě urychlování iontů elektrickým polem. Jak katoda, tak anoda také ve velké míře interagují s plazmatem, což zmíněné části poškozuje a plazma znečišťuje. Své využití nacházejí elektrostatické fúzní zařízení jako zdroje neutronů.

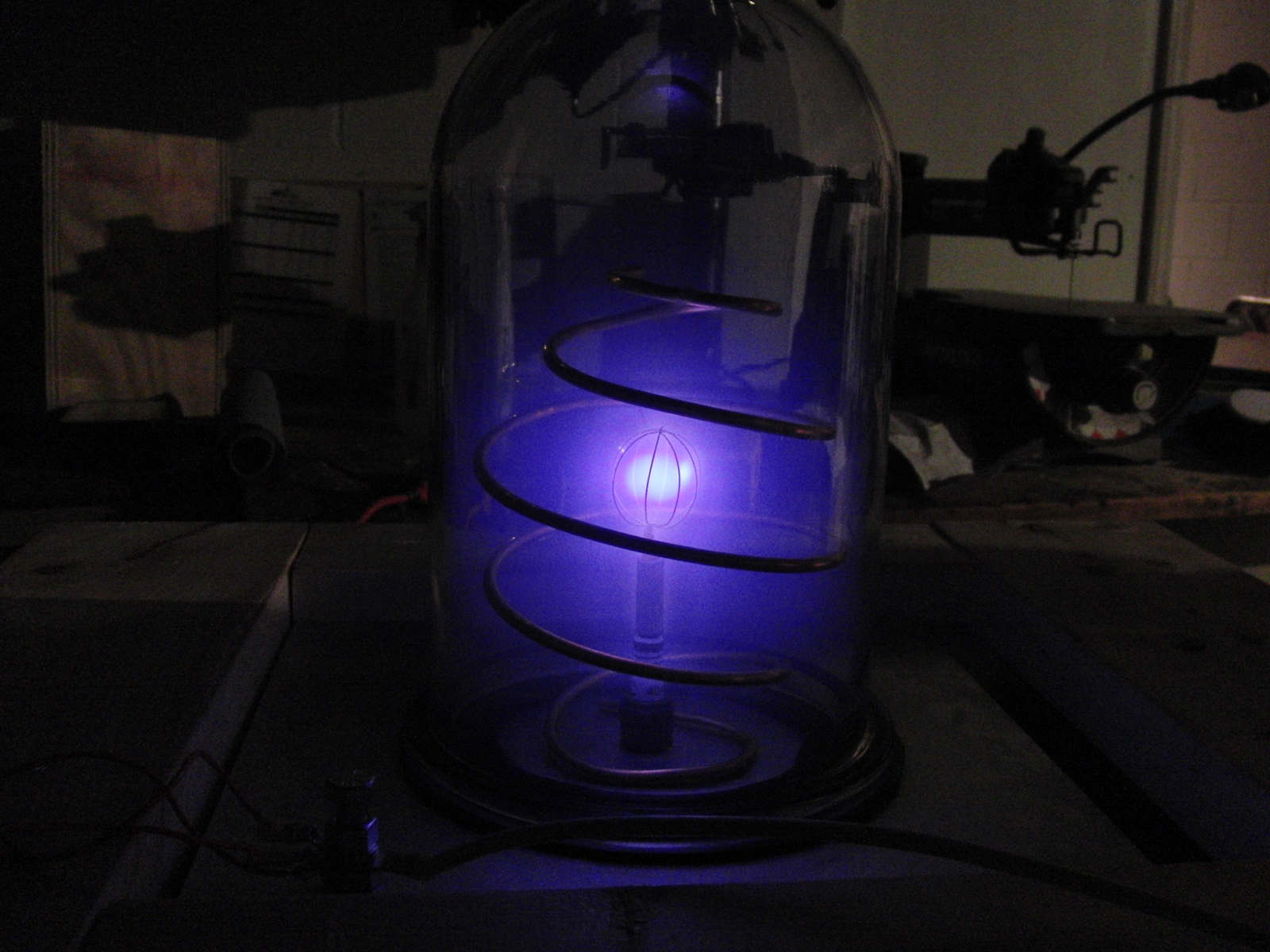
Podomácku vyrobený fúzor

## Výhody fúzních reaktorů
Ať už by fúzní reaktor fungoval na jakémkoliv principu, vždy by se vyznačoval vysokou ekologičností. Odpadním produktem DT reakce je totiž helium, což je inertní plyn, navíc s dobrým využitím. Vznikalo by ho navíc malé množství. Na rozdíl od obnovitelných zdrojů stačí na jednotku vyprodukovaného elektrického výkonu zastavět velmi malou plochu. Jaderná fúze také není závislá na okamžitém stavu počasí. Další velikou výhodou fúzních reaktorů je jejich inherentní bezpečnost. V reaktoru se v danou chvíli totiž nachází jen několik gramů paliva (termonukleární bomba váží několik tun), což znamená žádné ohrožení v případě jeho úniku do okolí. Při jakékoliv poruše se plazma v zařízení ochladí, což vyústí ve velmi rychlé ukončení fúzní reakce. Protože palivem pro fúzní reaktor bude vodík (deuterium - tritium), jedná se (při dnešní spotřebě energie) v horizontu doby života Slunce o nevyčerpatelný zdroj energie.